# Richard Lindner
Richard Lindner (Amburgo, 11 novembre 1901 – New York, 16 aprile 1978) è stato un pittore tedesco.

## Biografia

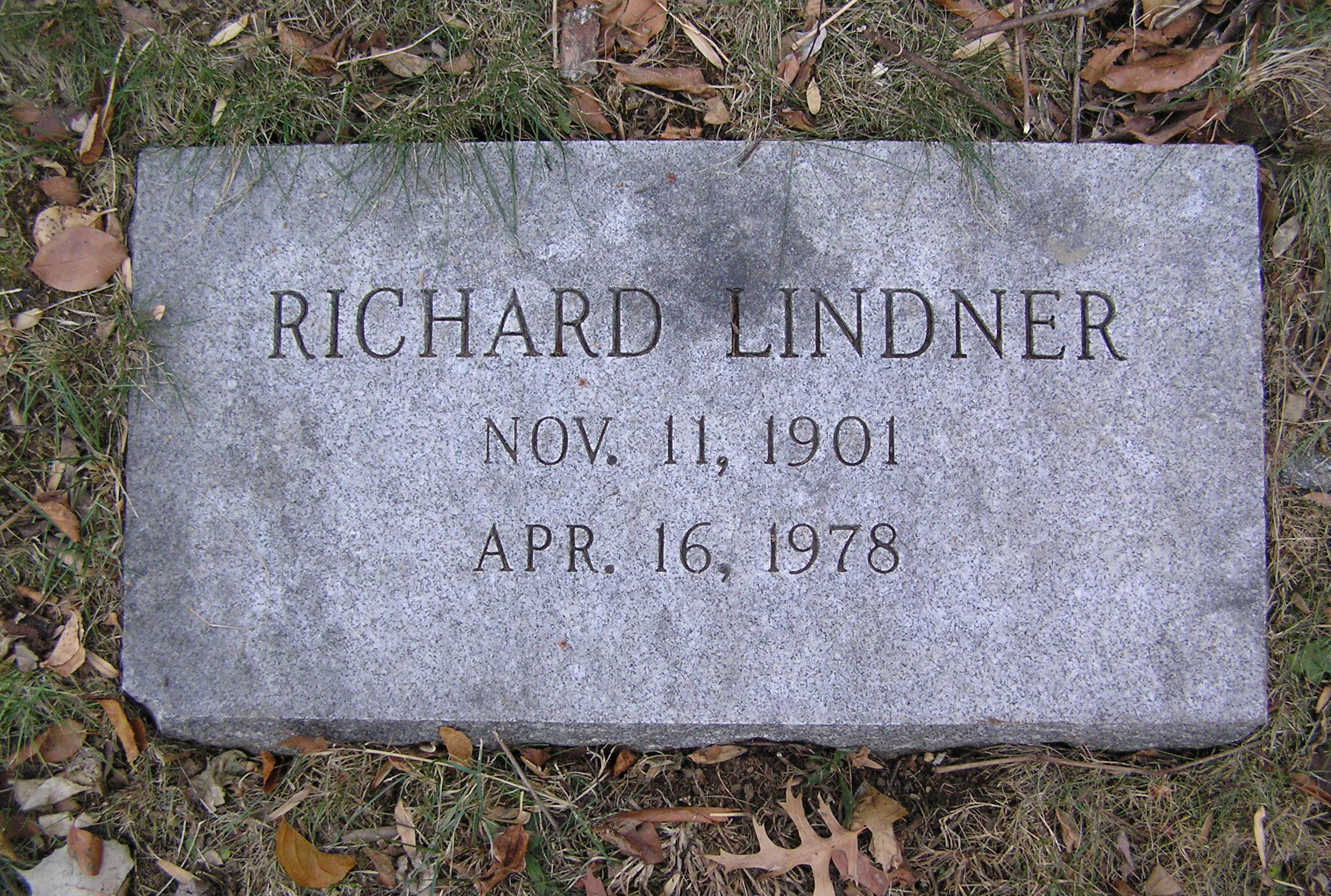
Lapide di Richard Lindner

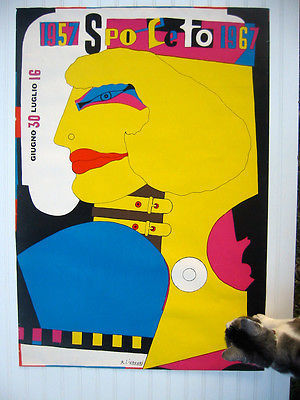
Manifesto per l'edizione 1967 del Festival di Spoleto

Richard Lindner nacque ad Amburgo, in Germania. La madre, Mina Lindner, di origine americana, nacque a New York da genitori tedeschi.
Nel 1905, la famiglia si trasferì a Norimberga, dove la madre era proprietaria di un'azienda di corsetti su misura. Richard Lindner crebbe e studiò alla Kunstgewerbeschule (Scuola di arti e mestieri), ora Accademia di Belle Arti di Norimberga. Dal 1924 al 1927 visse a Monaco e nel 1925 iniziò gli studi presso la Kunstakademie. Nel 1927 Lindner si trasferì a Berlino, dove rimaase fino al 1928, quando tornò a Monaco per diventare direttore artistico di una casa editrice. Visse a Monaco fino al 1933, quando fu costretto a fuggire a Parigi. Una volta a Parigi, si impegnò politicamente, cercò contatti con artisti francesi e si guadagnò da vivere come artista commerciale. Fu internato allo scoppio della seconda guerra mondiale nel 1939 e successivamente prestò servizio nell'esercito francese.
Nel 1941, Lindner si trasferì a New York City, negli Stati Uniti dove lavorò come illustratore di libri e riviste. Lì entrò in contatto con artisti newyorkesi ed emigranti tedeschi come Albert Einstein, Marlene Dietrich e Saul Steinberg. Nel 1948 divenne cittadino americano.
Nel 1952 Lindner iniziò a insegnare al Pratt Institute di Brooklyn . Nel 1957, ricevette il William and Norma Copley Foundation Award e nel 1965 divenne professore ospite presso la Hochschule für Bildende Künste  di Amburgo, in Germania . I suoi dipinti, al tempo,  utilizzavano il simbolismo sessuale della pubblicità e indagavano le definizioni dei ruoli di genere nei media. Nel 1967, Lindner si trasferì alla Yale University School of Art and Architecture, a New Haven, in Connecticut.
Richard Lindner morì nel 1978, e fu seppellito nel cimitero di Westchester Hills a Hastings-on-Hudson, New York.

## Arte
"L'universo artistico di Richard Lindner è unico: è altamente genuino, pieno di energia urbana ed è guidato da uno strano erotismo... Richard Lindner ha iniziato la sua carriera come artista all'età di 40 anni a New York. Nella grande mela Lindner ha creato la sua opera: immagini emozionanti e potenti di figure simili a robot, amazzoni ed eroine, arlecchini di sedicenti eroi - il suo panorama artistico degli indisciplinati anni '60 e '70 del XX secolo" (Claus Clement citato in Richard Lindner –Paintings, Works on Paper, Graphic, Norimberga 2001).
Uno dei dipinti di Lindner, Boy With Machine, 1954, appare sulla copertina dell'Anti-Edipo di Gilles Deleuze, facendo da introduzione per molti lettori alla successiva e più accessibile filosofia di Deleuze.

## Curiosità popolari
- Richard Lindner è apparso in seconda fila nella copertina dell'album Sgt. Pepper's Lonely Hearts Club Band dei Beatles.[3]
- Boy with Machine di Richard Lindner è la prima citazione di Anti-Edipus di Gilles Deleuze.
- La coppia appare nel video di "Jokerman" di Bob Dylan .